# ماریو کیندلان
ماریو کیندلان (انگلیسی: Mario Kindelán؛ زادهٔ ۱۰ اوت ۱۹۷۱) بوکسور اهل کوبا است.